# Ко дню Шекспира (Гёте)
«Ко дню Шекспира» (нем. «Zum Schäkespears Tag») — речь Иоганна Вольфганга Гёте, которую он произнёс 14 октября 1771 года по случаю Дня Шекспира в своём доме во Франкфурте-на-Майне; в ней он чествует творчество английского лирика и драматурга Уильяма Шекспира, а также выражает своё личное отношение к нему. Наряду с программным сочинением Гердера «Шекспир» она считается одним из важных документов, иллюстрирующих общий восторг «Бури и натиска» (нем. «Sturm und Drang») по поводу Шекспира. Впервые она была напечатана на основании предполагаемого оригинала Гёте в 1854 году в брауншвейгском ежемесячнике «Allgemeine Monasschrift für Wissenschaft und Literatur».

## Краткое содержание текста
Согласно Гёте, произведения Шекспира отличаются многими чертами, типичными для «Бури и натиска». Так, Шекспир порывает со старыми правилами классического театра. Три единства, а именно единства места, времени и действия, которые по Аристотелю являлись принципами построения драмы, Гёте называет лишь «тяжкими цепями», которые не допускают свободной интерпретации произведения. В драмах же Шекспира они, как и нужно, игнорируются.
«Не колеблясь ни минуты, я отрекся от театра, подчиненного правилам. Единство места казалось мне устрашающим, как подземелье, единство действия и времени — тяжкими цепями, сковывающими воображение. Я вырвался на свежий воздух и впервые почувствовал, что у меня есть руки, ноги. И теперь, когда я увидел, сколько несправедливостей причинили мне создатели этих правил, сидя в своей дыре, в которой — увы! — пресмыкается еще немало свободных душ, — мое сердце раскололось бы надвое, если б я не объявил им войны и ежедневно не разрушал их козни».
Также Гёте усматривает в произведениях Шекспира борьбу индивидуума со всем остальным миром, ту особенность, которая была знаковой для «Бури и натиска». Равным образом можно применить и понятие гения по отношению к шекспировским драмам. Там обязательно есть персонаж, который обладает качествами «оригинального гения», персонаж с абсолютной творческой силой. Далее Гёте выявляет в работах Шекспира и аспект природного человека (нем. Naturmensch). Типичный человек «Бури и натиска» находится в единении с природой или с тем, что идеализированной природе приписывается; свобода от правил и нонконформизм — два его существенных девиза в связи с этим.

## Аспекты речи

### Особенности Шекспира, согласно Гёте
Шекспир и его творения переосмысливаются и признаются исключительными для своего времени, а также ценными для мировой литературы в целом не только в речи Гёте.
Как многообразны у Гёте обоснования его почитания Шекспира, так же многообразно и само творчество Шекспира. Несмотря на то, что он писал такие исторические драмы как «Король Иоанн», он успел создать и пьесы на такие извечные темы как любовь, ревность или семейные конфликты. Наиболее видным примером трагической вражды кланов без сомнения является любовная драма «Ромео и Джульетта», в то время как в комедии «Сон в летнюю ночь» лабиринты любовных взаимоотношений изображены скорее с юмором, но очень реалистично. Именно поэтому Гёте считает, что произведения Шекспира — это «чудесный ящик редкостей, здесь мировая история, как бы по невидимой нити времени, шествует перед нашими глазами». И как раз эта близость к жизни, эта аутентичность является тем, что подкупило «штюрмера» Гёте, ведь именно природа человека, или естественность его характера, была идеалом «Бури и натиска» («А я восклицаю: природа, природа! Что может быть больше природой, чем люди Шекспира!»).
Кроме того, его иллюстрация отношений, межличностных проблем, конфликтов и т. д. является при всём этом истинным освобождением, поскольку, согласно Гёте, Шекспир смог показать на сцене то, что, «увы, не увидел и не определил еще ни один философ. Это — скрытая точка, вокруг которой вращаются все его пьесы»; и если в жизни какая-либо ситуация ставит человека в тупик, то в пьесах Шекспира она сразу же приобретает характер ясности и отчётливости. Гёте, однако, разумеется, признаёт и тот факт, что Шекспир — не первый, кто вывел на сцену подобные темы («Я сомневаюсь в том, чтобы честь этого открытия принадлежала Шекспиру»). Однако намного важнее то, что Шекспир их сделал внятными и доходчивыми, а не то, что они дебютировали в его творениях.

### Релевантность Шекспира для эпохи «Бури и натиска»
При обстоятельном разборе текста неизбежно столкновение с той самой «скрытой точкой», присущей работам Шекспира. На вопрос о её определении можно ответить трояким образом, так как Гёте признавал в творчестве последнего именно те аспекты, которые были релевантны и для эпохи «Бури и натиска». Наиважнейшую роль у него играла борьба индивидуума с его окружением. Маленький, герметичный микрокосм буржуазии был той силой, вырваться из силков которой стремились все литераторы данной эпохи или же герои их произведений. Часто им это не удавалось, потому что преодолеть «ход целого» было так же трудно, как и бурный речной поток. Именно этот мотив Гёте обнаруживает у Шекспира («где вся своеобычность нашего Я и дерзновенная свобода нашей воли сталкиваются с неизбежным ходом целого»). Известным примером в данном случае снова могут служить «Ромео и Джульетта»: их безграничной, но и безнадёжной любовью оба борются против ожесточённых фронтов их родительских домов. И терпят неудачу.
Преодоление прошлого — будь то в литературной форме или в реальной жизни — представляет собой ещё одну важную составляющую этого эпохального идейного учения. «Не колеблясь ни минуты, я отрекся от театра, подчиненного правилам», — так Гёте сформулировал свою позицию, после того как прочитал Шекспира, поскольку и сам поэт «Бури и натиска» тоже принципиально отличался от современных ему классических авторов и своим стилем, и избранной им тематикой. То есть он тоже был разрушителем правил в наилучших традициях «Бури и натиска».
И всё же его роль нонконформиста подчинялась тому, что коренным образом определяло его самоидентификацию: Шекспир был прежде всего творцом, созидателем, который переплетал в своём творчестве как аутентичное, так и фантастическое. Гёте с огорчением констатирует, что Шекспира за это часто недооценивали. Всё же, конечно, он связывает этот факт с тем, что величие последнего было просто непостижимо («Да, Шекспир соревновался с Прометеем! По его примеру, черта за чертой, создавал он своих людей, но в колоссальных масштабах — потому-то мы и не узнаем наших братьев, — и затем оживил их дыханием своего гения; это он говорит их устами, и мы невольно видим их сродство»). Но несомненным остаётся то, что Шекспир олицетворял концепт гения «Бури и натиска» и был, таким образом, идеалом данной эпохи.

### Личное отношение Гёте к Шекспиру
В речи Гёте «Ко дню Шекспира» проявляется, прежде всего, высокая степень почитания поэтом английского драматурга. Уже тот факт, что Гёте пишет речь в честь Шескпира, является достаточным доказательством того, что он не просто был увлечён Шекспиром и его работами, но видел в них нечто более глубокое и безмерно значимое. Согласно собственным словам Гёте, он чувствовал себя как «слепорождённый, которому чудотворная рука вдруг даровала зрение» и чьё «существование умножилось на бесконечность». В работах Шекспира он познал доселе ему ещё неизвестный способ изображать мир со всеми его перипетиями и прояснять основные вопросы человечества.
Более того, Шекспир для Гёте олицетворяет гения, идеал «Бури и натиска», так как он порывает со всем традиционным, соответствующим правилам, и создаёт вместо этого нечто новое. Лишь этим преодолением становится возможным достичь истинной гениальности, которой обладал Шекспир, и стать творцом. Гёте казалось, что он нашёл в лице Шекспира своего учителя, который не просто его вдохновляет, но и в прямом смысле просвещает.
Гёте дошёл даже до того, что испытывал по отношению к нему не только благоговение, но и покорность, так как своим утверждением «я только бедный грешник», после того как он прочёл Шекспира и устыдился своего самомнения («ибо случается, что и я при первом взгляде думаю: это я сделал бы по-другому»), Гёте осудил всё своё предыдущее творчество и свой самоуверенный нрав, которым он отличался ранее. Этим речь и поразительна: великий Гёте, который более чем хорошо осознавал своё высокое положение как писателя, преклонился перед мастером прошлых лет. Этим он не только доказал то, что его самомнение ни в коем случае не было абсолютным, но и проявил себя в типичном для «Бури и натиска» свете, свете восторженного и вдохновлённого Гёте.

## Жизнь Гёте по идеалам Шекспира
Природа, гений, драматичность — к этим трём моделям можно свести созданный Гёте образ Шекспира в его крайней форме. Одно дело — избрать себе учителя и его систему, другое же — самому претворить в жизнь эти образцовые нормы во всей их полноте. И всё же становится очевидным, что Гёте буквально вплёл идеалы Шекспира в свою жизнь. Драматичность и природа, понятые как чистота человеческого характера, существующего вне границ добра и зла и управляемого чувствами, тоже являются путеводными в жизни юного Гёте. Несмотря на то, что в своём творчестве он обращался к драматургии, кажется, что свои будни он целиком и полностью посвятил «Буре и натиску». Он не заботился об общепризнанных в его обществе ценностях, ведущих своё начало ещё из 16-го века, и часто впадал в немилость из-за своего казавшегося своевольным поведения. И поэтому неудивительно то, что он черпал сюжеты для своих драм, особенно для любовных историй, из своей собственной бурной жизни. Полный жажды деятельности, Гёте часто путешествовал, примкнул к кружку интеллектуалов и поддался влиянию различных литературных и философских течений эпохи.
Гёте, так же как и сам Шекспир в его интерпретации, тоже олицетворял гения эпохи «Бури и натиска». Одну из своих наиболее известных работ, «Страдания юного Вертера», он написал за четыре недели, ведомый своими эмоциями и вдохновлённый реальным происшествием. Совершенно в духе «Бури и натиска». Подобная гениальность не осталась незамеченной; Иоганн Кристиан Кестнер, друг Гёте, в одном из своих отчётов описал Гёте как остроумного и темпераментного, талантливого и непредубеждённого, а также творческого человека.